# 10931 Ceccano
10931 Ceccano è un asteroide della fascia principale. Scoperto nel 1998, presenta un'orbita caratterizzata da un semiasse maggiore pari a 2,6951209 au e da un'eccentricità di 0,0520888, inclinata di 6,31662° rispetto all'eclittica.
L'asteroide è dedicato all'omonima località italiana.